# DNA (entreprise)
DNA Oyj est un groupe finlandais de télécommunications qui fournit des services de voix, de données et de télévision.
En décembre 2018, elle compte plus de 4 millions d'abonnés, dont 2,88 millions sur mobile et 1,15 million sur fixe.

## Organisation
DNA Oyj a deux secteurs d'activité : grand public et entreprise.

### Services au grand public
DNA propose différents services de télécommunications aux consommateurs:
- téléphonie mobile
- connexion à large bande (mobile et fixe)
- services de sécurité
- abonnement à des bouquet de chaînes de télévision
- téléphonie fixe

En 2018, l'activité de grand public employait 913 personnes,.

### Services aux entreprises
DNA propose aux entreprises des solutions de communication et de mise en réseau:
- services mobiles
- services de télécommunication
- services voix
- solutions et services complets pour d'autres opérateurs de télécommunications.

En 2018, l'activité de services aux entreprises employait 677 personnes,.

### PDG et conseil d'administration
Depuis août 2013, le PDG est Jukka Leinonen.
En 2019, le conseil d'administration de DNA comprend Jørgen C. Arentz Rostrup, Ulrika Steg, Kirsi Sormunen, Tero Ojanperä, Nils Katla, Anni Ronkainen et Fredric Brown.

### Direction
En plus de Jukka Leinonen, président et directeur général, l'équipe de direction de DNA en 2019 comprend Pekka Väisänen, Olli Sirkka, Timo Karppinen, Asta Rantanen, Marko Rissanen, Christoffer von Schantz et Janne Aalto.

### Actionnaires
Fin octobre 2019, les trois principaux actionnaires de DNA sont:
1. Telenor Finland Holding Oy, 97,87 %
2. Keskinäinen työeläkevakuutusyhtiö Varma, 0,22 %
3. DNA Oyj, 0,09 %